# Kapuzinerprovinz Österreich-Südtirol
Die Kapuzinerprovinz Österreich-Südtirol war eine Provinz im Kapuzinerorden. Sie bestand von 2011 bis 2022, der Sitz des Provinzialats war das Kapuzinerkloster Innsbruck. Die Provinz umfasste zuletzt  15 Niederlassungen. Patron der Provinz war der heilige Laurentius von Brindisi.

## Geschichte
Nach der Erhebung zum Generalkommissariat 1599 erfolgte 1605 die Errichtung der selbstständigen Tiroler Provinz. Aufgrund der Provinzgröße kam es 1668 zur Teilung der Provinz in die Tiroler und die Bayerische Provinz. 1928 kam es infolge der 1919/20 erfolgten Abtrennung von Südtirol an Italien zwangsweise zur Teilung der Provinz in Nordtiroler Kapuzinerprovinz und Kapuzinerprovinz Brixen.
Brüdermangel in der Österreichischen Kapuzinerprovinz und in der Kapuzinerprovinz Brixen führte am 10. Mai 2011 zum Zusammenschluss der beiden Provinzen zur Kapuzinerprovinz Österreich-Südtirol. Daneben wirken auch Kapuziner der Provinz Krakau (Polen) in Österreich.
Von 2011 bis 2017 war Lech Siebert Provinzialminister. 2017 wurde Erich Geir zum Provinzialminister gewählt und 2020 durch den Generalminister Roberto Genuin für weitere drei Jahre ernannt.
Am 16. November 2022 wurden die Klöster der Kapuzinerprovinz Österreich-Südtirol per Dekret durch Generalminister Roberto Genuin auf die Deutsche, die Krakauer und die venezianische Kapuzinerprovinz aufgeteilt. Die Provinz Österreich-Südtirol selber besteht nicht mehr. Dies wurde begründet mit der sinkenden Zahl an Mitgliedern und der wirtschaftlichen Situation des Ordens. Das Durchschnittsalter der Brüder ist gestiegen, und die Zahl der Neueintritte in den Orden reichte bei weitem nicht aus, um die zahlreichen Aufgaben auch in Zukunft zu sichern. Durch die Maßnahme sollen Leitungsdienste und organisatorische Aufgaben zusammengefasst werden, um Kräfte freizusetzen für den eigentlichen Auftrag des Ordens, nämlich Gebet und Dienst an den Menschen. Die Präsenz des Ordens in Österreich und Südtirol soll dadurch gesichert werden.
Das Kapuzinerkloster Feldkirch, das Kapuzinerkloster Innsbruck, das Kapuzinerkloster Irdning und das Kapuzinerkloster Salzburg bilden die Delegation Tirol und sind als solche der Deutschen Kapuzinerprovinz rechtlich zugeordnet. Das Kapuzinerkloster Klagenfurt, das Kloster Leibnitz, die Klöster Wien und Wiener Neustadt bilden die Delegation Wien und sind als solche der Kapuzinerprovinz Krakau (Polen) zugeordnet. Die Südtiroler Klöster Bozen, Brixen, Bruneck, Meran und Neumarkt wurden an die Provinz Venetien (Italien) angegliedert.

## Liste der Niederlassungen der Provinz
- Kapuzinerkloster Bozen
- Kapuzinerkloster Brixen
- Kapuzinerkloster Bruneck
- Kapuzinerkloster Feldkirch
- Kapuzinerkloster Innsbruck
- Kapuzinerkloster Irdning
- Kapuzinerkloster Klagenfurt
- Kapuzinerkloster Leibnitz
- Wallfahrtsort Maria Fieberbründl
- Kapuzinerkloster Meran
- Kapuzinerkloster Neumarkt
- Kapuzinerkloster Salzburg
- Kapuzinerkloster Wien
- Kapuzinerkloster Wiener Neustadt

## Ehemalige Klöster
- Kapuzinerkloster Bezau (1655–1975)
- Kapuzinerkloster Fügen (1926–2016)
- Kloster Gauenstein (1844–2021)
- Kapuzinerkloster Hartberg (1654–2016)
- Kapuzinerkloster Imst (1679–2016)
- Kapuzinerkloster Lana (1648–2013)[4]
- Kapuzinerkloster Schlanders (1644–2018)
- Kapuzinerkloster Schwanberg (1706–1969)
- Kapuzinerkloster Sterzing (1629–2021)

## Bedeutende Kapuziner mit Bezug zur Provinz
- Benno Koglbauer von Mönichkirchen (1862–1925), Klosterpförtner[5]
- Fidelis von Sigmaringen (1578–1622), Heiliger, Märtyrer, Jurist
- Laurentius von Brindisi (1559–1619), Heiliger, Generalminister, Autor, Geheimdiplomat
- Stanislaus Saurbeck (1595–1647), Kanzelredner
- Markus von Aviano (1631–1699), päpstlicher Legat bei der Belagerung von Wien
- Thomas von Olera (1563–1631), Seliger, Sammelbruder in Innsbruck, Mystiker
- Heinrich Suso Braun (1904–1977), Radioprediger
- Wilhelm Egger (1940–2008), Professor für Neues Testament, Bischof von Bozen-Brixen